# Strouženský potok
Strouženský potok, polsky Pstrążnik, německy Straußeneyer Bach je potok protékající obcí Stroužné, německy Straußeney, v letech 1937–1945 Straußdörfel; od 1945 polsky Pstrążna; dolní tok se nachází v České republice, částečně i kus toku horního.

## Popis
Strouženský potok pramení u státní hranice mezi Polskem a Českou republikou na území Polska mezi obcemi Stroužné a Bukovina (Bukowina Kłodzka, německy Bukowine, v letech II. světové války Tannhübel). Bezprostředně za prameništěm vytváří v délce cca. 400 metrů státní hranici mezi oběma státy u české osady Machovské končiny, poté protéká na polském území obcí Stroužné. V dolní části obce jsou na potoce tři rybníky, využívané k chovu ryb; jde o zatopené černouhelné doly. Asi 150 metrů po výtoku z dolního rybníka vtéká potok na české území, kde asi po 100 metrech v Dolech přijímá zprava bezejmenný přítok (o celkové délce 0,425 km) pramenící v osadě Závrchy.
Údolí Strouženského potoka v horní části vytváří hranici mezi Bukovinským hřbetem Jestřebích hor a Levínskou vrchovinou, v dolní části pak hranici Jestřebích hor s Hronovskou kotlinou (Bartoňova hora), na horním toku mezi Hronovskou kotlinou a Levínskou vrchovinou, a v dolní části pak mezi vrchem Borek (553 m n. m. - Jestřebí hory) a Bartoňovou horou (Hronovská kotlina - 510 m n. m.); tam je také několik menších rybníčků/jezírek. Z úbočí Borku do potoka vytéká železitá voda (jeví se jako pramen) ze zrušených černouhelných dolů. Důlní činnost zde probíhala už od poloviny 19. století, rovněž tak v tehdy pruské/německé obci Stroužné, obývané do r. 1945 českým obyvatelstvem. Po zrušeném dolu Vilemína doposud stojí dva objekty na místě zvaném Doly. Nad pravým břehem Strouženského potoka stojí v Dolech kaplička.
V obci Žďárky se Strouženský potok vlévá do potoka Brlenka.

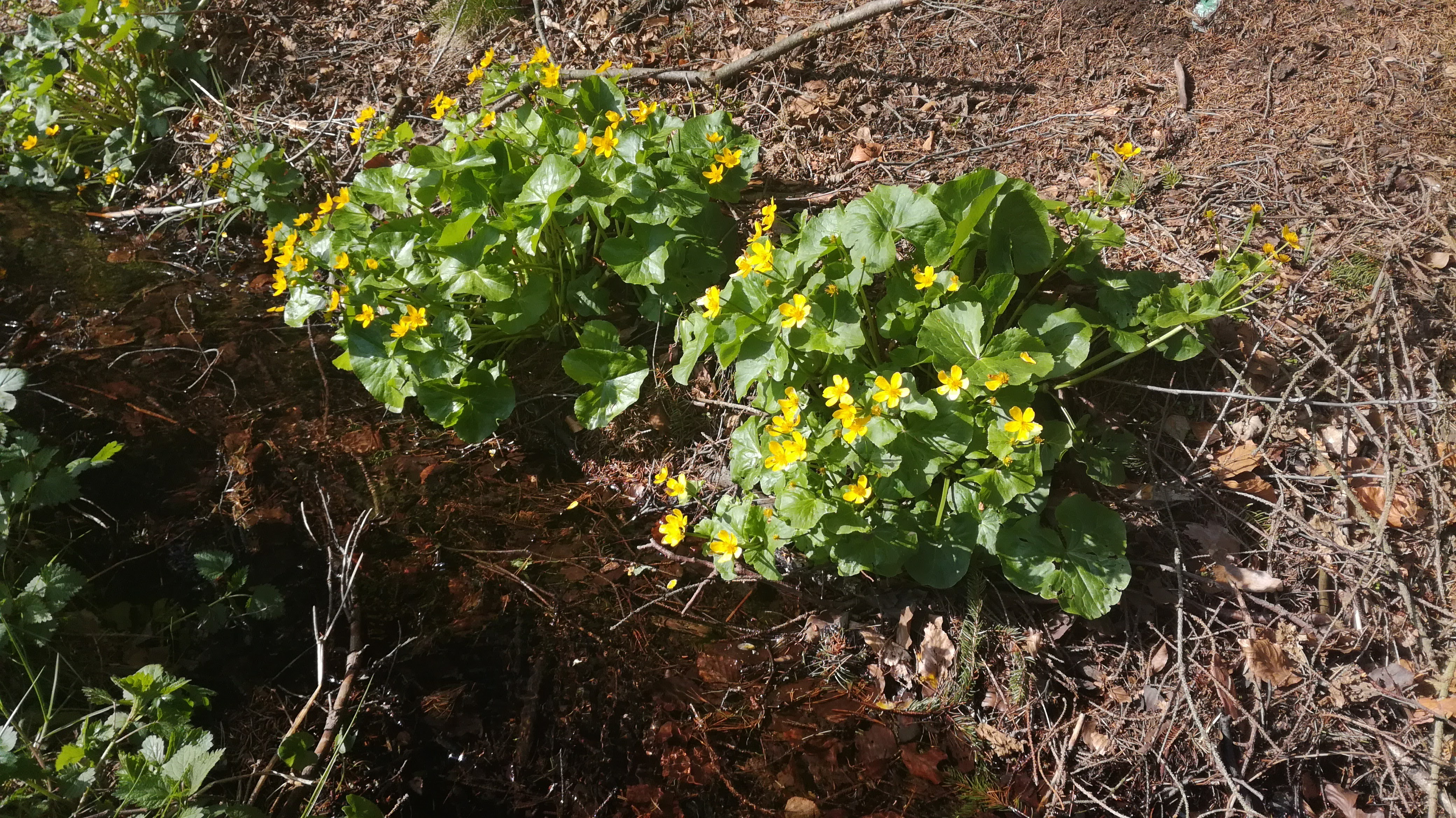
Horní část přítoku Strouženského potoka ze Závrch
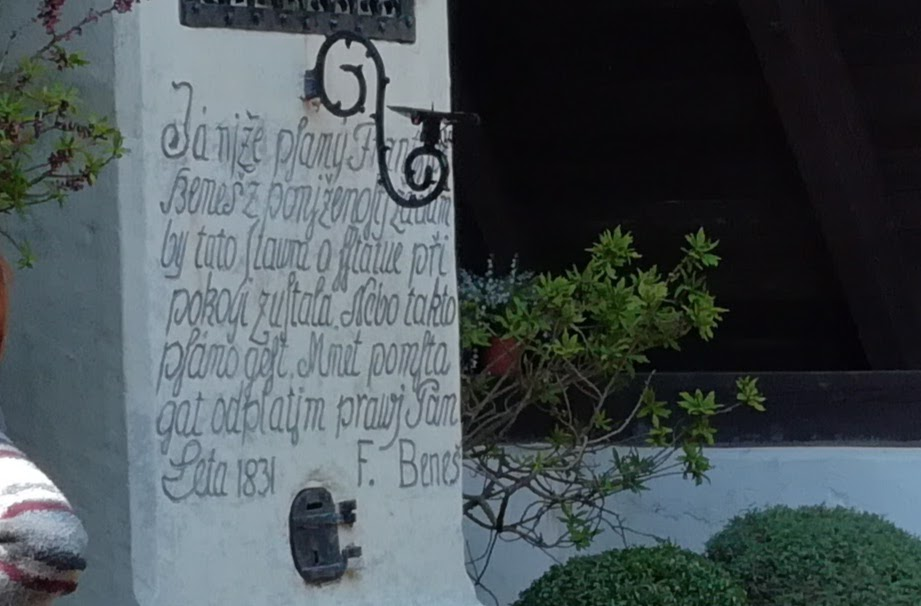
Nápis na Kapličce v Dolech
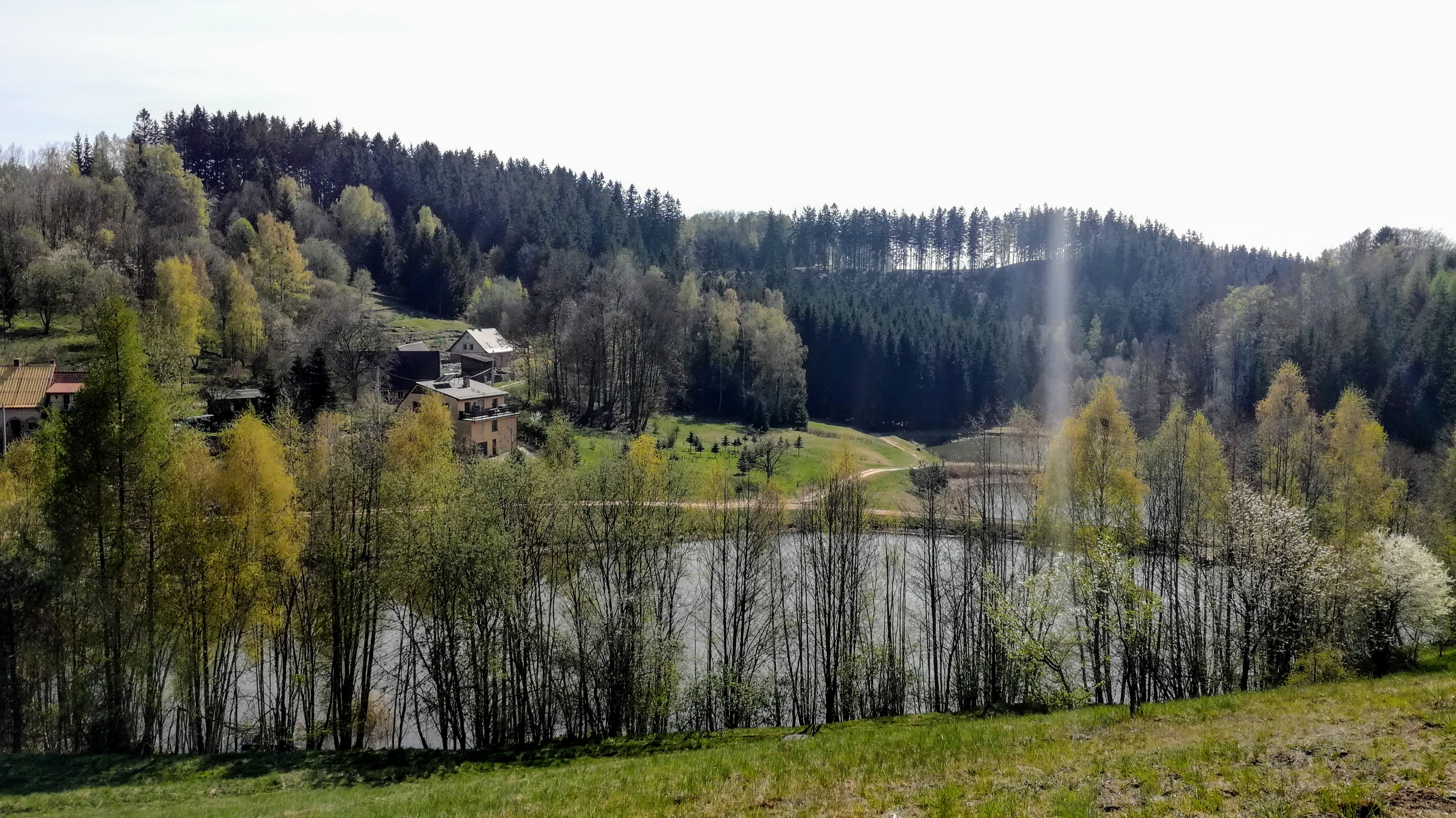
Rybníky na horním toku Strouženského potoka, v pozadí hřbet Levínské vrchoviny, v popředí a vpravo svah Jestřebích hor (Bukovinský hřbet)